# هود (تهویه)
هود (به انگلیسی Fume hood) مکنده موضعی در قسمت ابتدایی سیستم تهویه بوده و در اشکال مختلف با توجه به نیازهای مختلف به تهویه به‌کار برده می‌شود. کار اساسی هود تأمین گستره‌ای از مکش هوا به منظور دریافت مؤثر آلاینده و انتقال آن به درون هود می‌باشد.

## انواع هودها
هودها به‌طور کلی به سه دسته خانگی، صنعتی و آزمایشگاهی تقسیم می‌شوند.

### هودهای خانگی

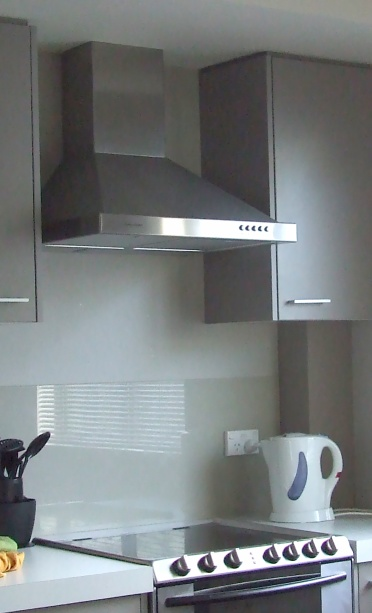
تصویر یک هود خانگی

هودهای خانگی شامل: فن، فیلتر، لامپ و برد الکترونیکی بوده و مجموعه قطعات کاملاً در محفظه هود قرار می‌گیرند و هوای آلوده توسط یک کانال به بیرون منتقل می‌شود.
هود خانگی به سه نوع کتابی، تخت و شومینه‌ای تقسیم می‌شود.

### هودهای صنعتی
در هودهای صنعتی عموماً فن در خارج از سیستم قرار می‌گیرد و فن هوای آلوده را از طریق دهانه هود و سپس کانال به بیرون منتقل می‌کند. هودهای صنعتی به دو دسته زیر تقسیم می‌شوند:

#### هودهای محصورکننده

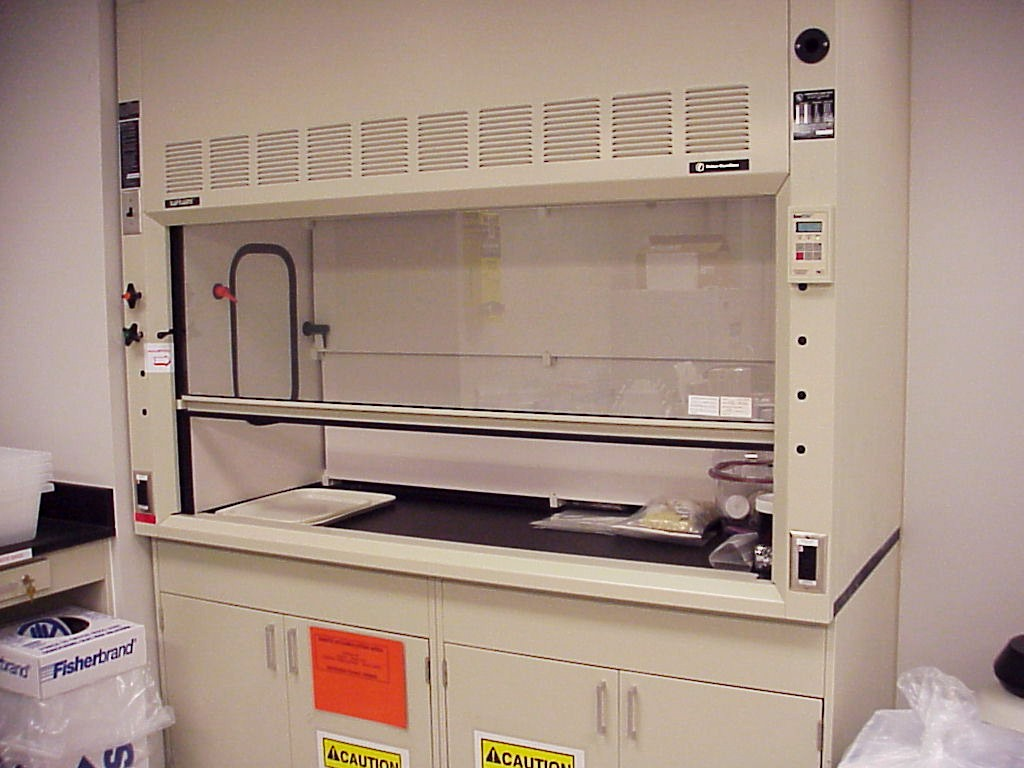
تصویر یک هود آزمایشگاهی

هودهایی هستند که منبع تولید آلاینده یا فرایند را به‌طور کامل یا نسبی (بخشی از آن را) محصور می‌کنند. هودهای آزمایشگاهی یا اتاقک‌های رنگ پاشی نمونه‌ای از هودهای محصورکننده‌ای است که بخشی از فرایند را فرا می‌گیرند.

#### هودهای بیرونی
هودهایی هستند که در نزدیک منبع آلاینده و بدون محصور کردن آن قرار می‌گیرند. شکاف‌هایی که در طول لبه مخازن یا دهانه‌های باز مستطیل شکلی که در بالای میزهای جوشکاری قرار می‌گیرند نمونه‌ای از هودهای بیرونی محسوب می‌شوند.

### انواع هودهای آزمایشگاهی

#### هود با جریان کنار گذر
در این نوع هودها، دریچه هایی برای ورود هوا در صورت بسته بودن در هود طراحی شده است.

#### هود با جریان کمکی
در این نوع هودها، جریان هوا به داخل هود بصورت اختصاصی تامین میشود.

#### هود اسید پرکلریک
بدلیل خطرناکی این ماده، هودی منحصرا برای این ماده طراحی و ساخته شده است.

#### انواع هودهای آزمایشگاهی از نظر شیوه بسته شدن در
سه دسته در عمودی، در افقی و در افقی-عمودی وجود دارد.